# GSC1875-1237
GSC1875-1237 — хімічно пекулярна зоря спектрального класу A1, що має видиму зоряну величину в смузі V приблизно 11,3.